# Konzum

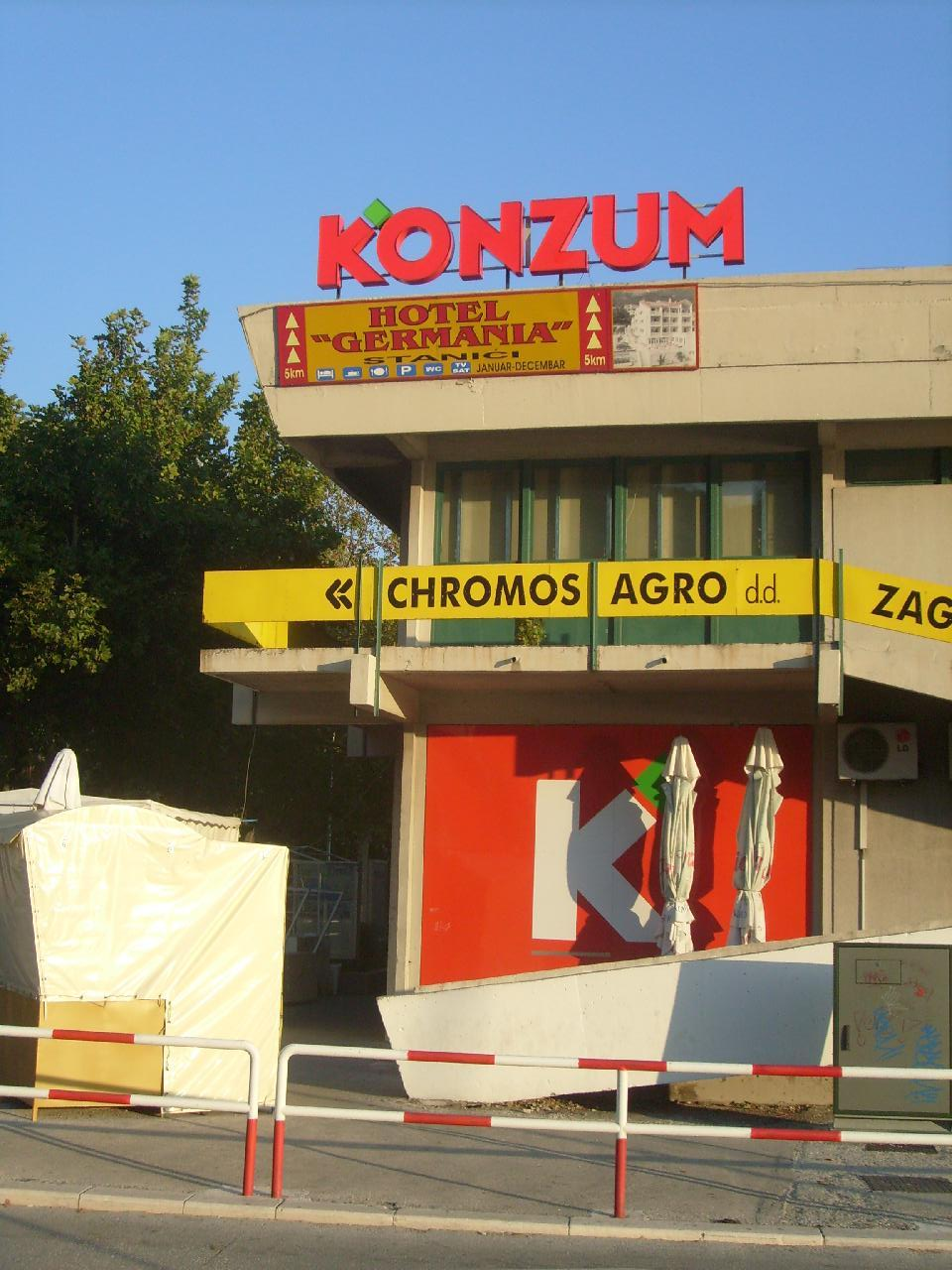
Супермаркет Konzum в Омише

Konzum (Ко́нзум) — крупнейшая хорватская компания, работающая в сфере розничной торговли. Компания владеет сетью из 700 супермаркетов (продукты питания и товары для дома), в которых ежедневно совершают покупки более 650 тысяч человек. Также компания владеет розничными сетями на территории Боснии и Герцеговины и Сербии. Кроме того, компания владеет сетью из 72 аптек и 1 аптечного автомата, работающих под маркой KOZMO. Помимо розничной торговли Konzum производит продукты питания и товары для дома и реализует их в своих супермаркетах в нижнем ценовом сегменте под маркой «K Plus».

## История
Первый магазин компании Konzum был открыт в Загребе в 1957 году (до 1995 года магазины назывались Unikonzum). В 1994 году Konzum стал дочерним предприятием группы компаний Agrokor. В 2002 году компания завершила сделку по приобретению третьего по величине ретейлера Хорватии Alastor, после чего стала безусловным лидером национального рынка. В 2003 году компания вышла с акциями на Загребскую фондовую биржу.

## Структура и показатели
Konzum — дочерняя компания крупнейшей частной компании Хорватии Agrokor. Компания Konzum имеет независимый листинг на Загребской фондовой бирже и входит в число 25 компаний, включённых в ключевой хорватский фондовый индекс CROBEX. Штаб-квартира располагается в Загребе. Общее число сотрудников 12 тысяч человек.
В 2011 году финансовые показатели компании были следующими: совокупный доход — 13,359 миллиарда хорватских кун (1,83 миллиарда евро), расходы — 12,913 миллиарда кун (1,77 миллиарда евро), операционная прибыль — 446 миллионов кун (61 миллион евро), чистая прибыль — 345 миллионов кун (47 миллионов евро). На долю компании приходится более 30 % рынка розничной торговли в стране, тогда как доля каждого из остальных игроков рынка не превышает 10 %.

## География
Супермаркеты компании Konzum расположены на территории Хорватии, Боснии и Герцеговины и Сербии. В Хорватии магазины функционируют под брендами Konzum (супермаркеты), Konzum Maxi и Super Konzum (гипермаркеты), в Боснии и Герцеговине — под брендом Velpro (ряд магазинов этой марки есть также в Хорватии и в Сербии), а в Сербии под брендом Idea.